# Aílton Gonçalves da Silva
Aílton Gonçalves da Silva (Mogeiro, 19 luglio 1973) è un ex calciatore brasiliano, di ruolo attaccante.
Con Élber, Chapuisat, Pizarro e Lewandowski è uno dei cinque calciatori stranieri ad aver segnato più di 100 gol in Bundesliga.

## Carriera

### Club
Ailton inizia la sua carriera giocando con squadre brasiliane come il Mogi Mirim, Santa Cruz e Guarani. Si trasferisce successivamente in Messico, al Tigres UANL.
Approda al calcio europeo nel 1998, al Werder Brema, dopo iniziali difficoltà, nella stagione 1999-2000 segna 12 reti, 13 nel 2000-2001, 16 nella stagione successiva e nel 2002-2003, addirittura 28 in quella dopo dove contribuisce pesantemente alla vittoria del titolo. Nel 2004-2005 passa allo Schalke 04 per la cifra di 25 milioni di euro.
Nel luglio del 2005, Rıza Çalımbay lo porta al Beşiktaş per 17 milioni di euro ma in Turchia non impressiona.
Nel gennaio 2006 torna all'Amburgo ma si rompe la mascella alla sua seconda presenza e salta il resto della stagione.
Ailton torna di nuovo al Beşiktaş, ma di nuovo sembra non essere adatto al calcio turco. Si trasferisce quindi in Serbia, alla Stella Rossa, club che lo manda poi in prestito al Grasshoppers con cui segna 8 reti. Una volta finito il periodo di contratto con il Grasshoppers torna in Germania, al Duisburg. Dopo l'ennesima parentesi con scarsa fortuna, si trasferisce all'Altach.

### Nazionale
Ailton ha sempre posseduto solamente la cittadinanza brasiliana, e non è mai stato convocato dalla Seleção.
Nonostante ciò, nel suo periodo di miglior forma a cavallo tra l'ultima stagione con il Werder Brema e l'avventura con lo Schalke 04, passò alle cronache per le sue proposte fatte ad alcune federazioni calcistiche, come quella di chiedere la cittadinanza al Qatar per poter giocare nella nazionale del paese arabo o quella di poter ottenere la nazionalità tedesca sempre con lo scopo di poter giocare nella selezione nazionale.

## Palmarès

### Club

#### Competizioni nazionali
- Campionato tedesco: 1

Werder Brema: 2003-2004
- Coppa di Germania: 2

Werder Brema: 1998-1999, 2003-2004
- Campionato serbo: 1

Stella Rossa: 2006-2007

#### Competizioni internazionali
- Coppa Intertoto UEFA: 2

Werder Brema: 1998
Schalke 04: 2004

### Individuale
- Capocannoniere della Bundesliga: 1

2003-2004 (28 gol)
- Calciatore tedesco dell'anno: 1

2004